# Tres Reyes
Tres Reyes är en ort i Mexiko.   Den ligger i kommunen Sinaloa och delstaten Sinaloa, i den västra delen av landet, 1 200 km nordväst om huvudstaden Mexico City. Tres Reyes ligger 51 meter över havet och antalet invånare är 285.
Terrängen runt Tres Reyes är platt, och sluttar söderut. Runt Tres Reyes är det ganska tätbefolkat, med 100 invånare per kvadratkilometer. Närmaste större samhälle är La Trinidad, 8,6 km söder om Tres Reyes. Trakten runt Tres Reyes består till största delen av jordbruksmark.